# Mobile Suit Gundam SEED Destiny
Mobile Suit Gundam SEED Destiny (Japans: 機動戦士ガンダムシード・デスティニー Kidō Senshi Gandamu Shīdo Destiny) is een Japanse anime-televisieserie die vanaf oktober 2004 tot oktober 2005 in Japan op tv werd uitgezonden. Het is een van de meer recente titels uit de langlopende Gundam-reeks en valt onder de categorie Alternate Universes, waarin elementen uit de oorspronkelijke series gebruikt worden om een eigen draai te geven aan een bekend concept. Binnen deze Alternate Universe series neemt Gundam SEED Destiny een bijzondere plek in, aangezien het de eerste keer is dat zo een serie een direct vervolg krijgt; Destiny is dit vervolg op het voorgaande Mobile Suit Gundam SEED. Net als deze voorganger is de serie geregisseerd door Mitsuo Fukuda. Bekende personages keren terug en de cast wordt eveneens rijkelijk aangevuld met nieuwe figuren. Hetzelfde geldt voor de mobile suits die zo een grote rol spelen in de reeks.

## Verhaal
We schrijven het jaar Cosmic Era 73 en de Bloody Valentine Oorlog ligt nog vers in het geheugen van velen. Het tekenen van een vredesverdrag tussen de Coördinators en Naturals heeft een einde gebracht aan openlijke vijandelijkheden, maar de problemen die ten grondslag lagen aan het grootschalige conflict zijn nog geenszins opgelost. In de schaduwen is het extremistische Blue Cosmos nog steeds invloedrijk en altijd bezig haat aan te wakkeren jegens de genetisch gemodificeerde en superieure Coördinators. Een conferentie tussen de nieuwe voorzitter van de PLANTs, Gilbert Durandall en de vertegenwoordiger van het semi-pacifistische Orb, Cagalli Yula Athha, met betrekking tot de dreiging van een nieuwe wapenrace wordt ruw verstoord wanneer een elite Earth Alliance team de basis aanvalt waar het gesprek gehouden wordt. Zij bereiken hun doel en gaan ervandoor met drie nieuwe, door ZAFT ontwikkelde, Gundam-modellen. Het hypermoderne ruimteslagschip Minerva zet de achtervolging in, met aan boord de jonge sterpiloot Shinn Asuka en zijn vrienden Rey Za Burrel en Lunamaria Hawke. Als slachtoffers van de situatie geraken ook Durandall en Cagalli aan boord, deze laatste bijgestaan door haar lijfwacht Athrun Zala. Onverhoopt worden zij allen zo meegesleurd in wat het begin is van een nieuwe oorlog tussen de Earth Alliance en het ZAFT leger, aangewakkerd door onbegrip en racisme tussen Coördinators en Naturals. De Tweede Bloody Valentine Oorlog is begonnen.

## Productie
Naast de oorspronkelijke televisieserie van 50 afleveringen kent Gundam SEED Destiny ook een aantal additionele producties die een band kennen met de serie. Allereerst verscheen er direct na uitzending van de laatste aflevering een speciale Final Plus aflevering, ter vervanging van de oorspronkelijke afsluitende aflevering. Hierin werden wat aanpassingen gemaakt aan het verhaal en de gebeurtenissen uit het oorspronkelijke einde en werd ook een kleine epiloog getoond.
Een andere bijzondere aflevering is de -Edited- aflevering die vroeg in de serie verscheen en de gebeurtenissen tot dan toe samenvatte. Het is de enige samenvattende aflevering die verscheen en het is onbekend of het aanvankelijk de bedoeling was dat er meer van deze afleveringen zouden verschijnen.
De serie, inclusief deze nieuwe versie van de laatste aflevering, zouden later samengevat worden in een viertal films onder de titel Gundam SEED Destiny: Special Edition. Deze vier films zijn echter meer dan zomaar een samenvatting en verbeteren allerlei animatie-inconsistenties en verrichten wat minimale reparaties aan de plot.
Ten slotte bestaat er ook nog een volledig originele productie gerelateerd aan deze serie, in de vorm van het drie afleveringen tellende Mobile Suit Gundam SEED C.E. 73 Stargazer. Deze afleveringen werden oorspronkelijk op het internet gepubliceerd en verschenen later in Japan op DVD. Zij presenteren een verhaal dat zich afspeelt tijdens een gebeurtenis vroeg in de serie, maar deze korte serie kent verder originele personages en zelfs een origineel mobile suit ontwerp.

## Personages
Aanvankelijk wordt in Gundam SEED Destiny hoofdzakelijk geconcentreerd op een reeks nieuwe personages, verzeild in een nieuw conflict. Vroeg in de serie is voor een klein aantal figuren uit de vorige titel ook ruimte in het verhaal, maar met het verstrijken van de afleveringen maken steeds meer karakters uit Mobile Suit Gundam SEED hun opkomst.
| Personage          | Stem (Japans)    | Stem (Engels)      |
| ------------------ | ---------------- | ------------------ |
| Shinn Asuka        | Kenichi Suzumura | Matthew Erickson   |
| Rey Za Burrel      | Toshihiko Seki   | Kirby Morrow       |
| Lunamaria Hawke    | Maaya Sakamoto   | Maryke Hendrikse   |
| Gilbert Durandall  | Shuuichi Ikeda   | Ted Cole           |
| Talia Gladys       | Mami Koyoma      | Venus Terzo        |
| Athrun Zala        | Akira Ishida     | Samuel Vincent     |
| Cagalli Yula Athha | Naomi Shindô     | Vanessa Morley     |
| Neo Roanoke        | Takehito Koyasu  | Trevor Devall      |
| Stella Loussier    | Houko Kuwashima  | Lalainia Lindbjerg |
| Sting Oakley       | Junichi Suwabe   | Brent Miller       |
| Auel Neider        | Masakazu Morita  | Brad Swaile        |
| Kira Yamato        | Soichiro Hoshi   | Matt Hill          |
| Lacus Clyne        | Rie Tanaka       | Chantal Strand     |
| Meyrin Hawke       | Fumiko Orikasa   | Nicole Bouma       |

## Mobile Suits
In de verre toekomst zijn het niet langer tanks en straaljagers die het voor het zeggen hebben op het slagveld, maar humanoïde gevechtsrobots genaamd mobile suits. Binnen deze mobile suits zijn de zogenaamde Gundams een klasse apart, welke zich onderscheiden door hun hogere snelheid, sterkere bepantsering, meer krachtige wapens en karakteristieke ontwerpen. Ieder van de vier facties beschikt over hun eigen types mobile suits. Opmerkelijk aan dit Gundam SEED Destiny is dat de serie veel ontwerpen leent uit het originele Mobile Suit Gundam, zoals de Zaku en de Gouf. Ook opvallend is het enorme aantal Gundams, dat ervoor zorgt dat hun rol en verschijning lang niet meer zo bijzonder is als dit was in vroegere series.
ZAFT
- ZGMF-X56S Impulse Gundam
- ZGMF-X23S Saviour Gundam
- ZGMF-X42S Destiny Gundam
- ZGMF-X666S Legend Gundam
- ZGMF-1000 ZAKU Warrior
- ZGMF-1001 ZAKU Phantom
- ZGMF-2000 GOUF Ignited
- AMA-953 BABI
- UMF/SSO-3 ASSH

Earth Alliance
- ZGMF-X31S Abyss Gundam
- ZGMF-X24S Chaos Gundam
- ZGMF-X88S Gaia Gundam
- GFAS-X1 Destroy Gundam
- GAT-02L2 Dagger L
- GAT-04 Windam

Orb
- MBF-M1 Astray
- MVF-M11C Murasame
- ORB-01 Akatsuki

Terminal
- ZGMF-X10A Freedom Gundam
- MBF-02 Strike Rouge
- ZGMF-X20A Strike Freedom Gundam
- ZGMF-X19A Infinite Justice Gundam
- ZGMF-XX09T DOM Trooper

## Afleveringen
1. Enraged Eyes
2. Those Who Cry Out for Battle
3. Prophesied Gunfire
4. Stardust Battlefield
5. Unhealing Scar
6. When the World Ends
7. the Chaotic Earth
8. Junction
9. Prideful Fangs
10. Father's Curse
11. the Chosen Path
12. The Sea Soaked in Blood
13. Revived Wings
14. the Journey Towards Tomorrow
15. the Return to the Battlefield
16. the Indian Ocean Deathmatch
17. a Soldier's Qualification
18. Attack the Lohengrin!
19. the Unseen Truth
20. Past
21. Roaming Eyes
22. the Sword of the Azure Sky
23. the Shadow of War
24. Crossing Glances
25. the Place of Sin
26. Promise
27. Unreachable Feelings
28. Remaining Life, Scattered Life
29. Fates
30. Instant Dream
31. the Neverending Night
32. Stellar
33. Revelation for the World
34. Nightmare
35. Chaos Ahead
36. Athrun Deserts
37. the Darkness of Thunder
38. a New Flag
39. Kira of the Heavens
40. the Golden Purpose
41. Refrain
42. Freedom and Justice
43. Counteroffensive Voice
44. Two Lacus's
45. Prelude to Revolution
46. the Song of Truth
47. Meer
48. To a New World
49. Rey
50. the Final Power

Final Plus: the Chosen Future